# Мали Тикваниу
Мали Тикваниу (рум. Ticvaniu Mic) је насељено место општине Велики Тикваниу у жупанији Караш-Северин у Румунији. Према попису из 2021 године било је 262 становника. 

## Становништво
Према попису становништва из 2011. године у насељу је живело 339 становника. 
| Етнички састав према попису из 2011. године‍ | Етнички састав према попису из 2011. године‍ | Етнички састав према попису из 2011. године‍ | Етнички састав према попису из 2011. године‍ | Етнички састав према попису из 2011. године‍ |
| ------------------------------------------- | ------------------------------------------- | ------------------------------------------- | ------------------------------------------- | ------------------------------------------- |
|                                             |                                             |                                             |                                             |                                             |
| Румуни                                      | Румуни                                      |                                             | 305                                         | 90%                                         |
| неизјашњени                                 | неизјашњени                                 |                                             | 24                                          | 7,1%                                        |